# Sixten Wockatz
Sixten Georg Wockatz, född 22 maj 1887 i Göteborgs Kristine församling i Göteborgs och Bohus län, död 13 april 1967 i Ljungs församling i Göteborgs och Bohus län, var en svensk militär.

## Biografi
Wockatz avlade studentexamen i Göteborg 1906. Han avlade officersexamen vid Krigsskolan 1908 och utnämndes samma år till underlöjtnant vid Bohusläns regemente, där han befordrades till löjtnant 1914 och var regementsadjutant 1914–1917. Han utbildade sig vid Krigshögskolan 1917–1919 och utnämndes till kapten vid Bohusläns regemente 1923, där han befordrades till major 1933. Han utnämndes till överstelöjtnant vid Norrbottens regemente 1936. År 1938 befordrades Wockatz till överste, varpå han var chef för Jönköpings-Kalmar regemente 1938–1942 och befälhavare för Uddevalla försvarsområde 1942–1947. Han inträdde i reserven 1947.
Sixten Wockatz var styrelseordförande i stiftelsen Carl A. Wockatz fond för barnhem i Göteborg.
Sixten Wockatz var son till major Emil Wockatz och dennes hustru Anna Dähn. Sixten Wockatz gifte sig 1911 med Vera Kylberg (1888–1978). Paret Wockatz är begravna på Sigelhults kyrkogård i Uddevalla. Även brodern Åke Wockatz var militär.

### Utmärkelser
- Riddare av första klassen av Svärdsorden, 1929.[8]
- Kommendör av andra klassen av Svärdsorden, 15 november 1941.[9]
- Kommendör av första klassen av Svärdsorden, 15 november 1945.[10]